# Llandinabo
Llandinabo est une paroisse civile et un village du Herefordshire, en Angleterre.